# Yamanoue Sōji
Yamanoue Sōji (山上宗二 ; * 1544 in Sakai; † 1590 in Odawara) war ein bedeutender japanischer Teemeister, Entwickler und Vertreter der japanischen Tee-Zeremonie (cha-no-yu, 茶の湯).

## Leben
Yamanoue stammte aus Sakai, wo er ursprünglich als Kaufmann tätig war. In dieser Stadt befand sich die Residenz des Teemeisters Sen no Rikyu, zu dessen prominentesten Schülern Yamanoue werden sollte. Weitere bekannte Schüler Rikyus waren Furuta Oribe und Takayama Ukon.
Yamanoue verfasste die Schrift "Yamanoue Sōji ki" (山上宗二記), welche den Teeweg (chadō, 茶道) Rikyus und dessen Lehren erläuterte.
Ebenso wird Yamanoue die Entwicklung des Gedankens des ichi-go ichi-e (一期一会) zugeschrieben. Dieses auf der buddhistischen Philosophie des Zen und dem von Rikyu postulierten Teeweg fußende Prinzip betont die Einmaligkeit eines jeden Augenblicks, seine Nicht-Wiederholbarkeit und daraus ableitend die Forderung, diesem Augenblick alle Aufmerksamkeit und Konzentration zu widmen.
Während Yamanoues Meister Rikyu in den Dienst des Toyotomi Hideyoshi (Taiko) trat, wurde Yamanoue in den Dienst eines der letzten Kontrahenten Hideyoshis, des mächtigen Hōjō-Clans auf Burg Odawara, verpflichtet.
Allerdings war Yamanoue vorher für Oda Nobunaga tätig. Nach Odas gewaltsamem Tod 1582 in Kyōto erlangte Hideyoshi die Machtposition seines einstigen Dienstherren und Förderers und übernahm wohl auch Yamanoue eine Zeitlang in sein Gefolge. Dort erregte der in der Überlieferung als starke und unabhängige Persönlichkeit beschriebene Yamanoue jedoch bald das Missfallen des Taiko und begab sich auf eine Reise durch mehrere Provinzen, bis er schließlich bei den Hōjō eine dauerhafte Stellung beziehen konnte.
Mit der Kapitulation Odawaras im Jahre 1590 fiel der berühmte Teemeister in die Hände von Hideyoshi, welcher selten eine ihm widerfahrene Kränkung vergaß und mit dem ihm ausgelieferten, abtrünnigen Teemeister auf grausame Art und Weise verfuhr: Der siegreiche Fürst ordnete an, dem Teemeister Nase und Ohren abzuschneiden und ihn anschließend zu enthaupten.

## Filmische Rezeption
In dem 1989 entstandenen Film Der Tod eines Teemeisters von Kei Kumai, der auf dem Buch Der Tod des Teemeisters von Yasushi Inoue basiert, wird Yamanoues Tod auf dramatische Weise inszeniert: Während der Teemeister für die Sieger der Belagerung von Odawara, Hideyoshi und seine Generäle, eine Teezeremonie abhalten muss, opponiert der als unbeugsamer Freigeist mit anarchistischen Zügen dargestellte Yamanoue offen durch den Vortrag eines neuen, von ihm entwickelten Stil des Rituals und brüskiert damit den mächtigen Taiko.
Von diesem zur Rede gestellt, verhöhnt der machtlose Teemeister seinen Feind, indem er ihm Kleingeistigkeit und Beschränktheit attestiert.
So entgegnet Yamanoue dem zornigen Fürsten, der die Abweichung vom Ritual Rikyus kritisiert: " ... gerade in der freien Handschrift erweist sich der Meister! Das muss Euch, mein Fürst, natürlich völlig unverständlich sein!" Der wutentbrannte Hideyoshi befiehlt daraufhin die Verstümmelung des Teemeisters. Yamanoue kann sich diesem Befehl jedoch durch einen eiligen und improvisierten Seppuku entziehen.